# Echarate
Echarate es una localidad peruana capital del distrito homónimo ubicado en la provincia de La Convención en el departamento del Cuzco.

## Historia
Fue creada el 2 de enero de 1857 durante el gobierno del Presidente Ramón Castilla, pero su aniversario central se celebra el 15 de julio desde el año 1985. Su patrona religiosa es la Virgen del Carmen.

## Geografía
Echarate está situada en la zona nororiental de la provincia de La Convención. 

## Economía
En su distrito se ubica la reserva de hidrocarburos de Camisea, que fueron descubiertas por una de las compañía Shell a mediados de la década de 1980. Las reservas estimadas son de 13 trillones de pies cúbicos de gas natural y 660 millones de barriles de líquidos que, al comercializarse, reducirán el costo de la electricidad y del combustible nacional.

## Turismo
En la ciudad se encuentran varios puntos de interés como:
Zoológico de Echarati 
Complejo Municipal de Piscinas
Cataratas de Illapani
Mirador de Condor Senglar
7 tinajas

## Autoridades

### Municipales
- 2011-2014[2]
  - Alcalde: José Ríos Álvarez, del Partido Democrático Somos Perú (SP),.
  - Regidores: Luis Germán Yarín Álvarez (SP), Mario Mosqueira León (SP), Lorenzo Torres Vargas (SP), Yule Castañeda Camacho (SP), Zulema Yaileen Loaiza Seri (SP), Augusto Trujillo Del Carpio (Acuerdo Popular Unificado), Plinio Kategari Kashiari (Movimiento Regional Pan).
- 2007-2010
  - Alcalde: Elio Pro Herrera.

## Festividades
- Virgen del Carmen.
- Santa Rosa de Lima.
- Señor de Huanca.